# Го Пу
Го Пу (*郭璞, 276 —324) — китайський поет та коментатор стародавніх книг, творчість якого припадає на часи династії Цзінь.

## Життєпис
Народився у 276 році в області Веньсі (частина сучасної провінції Шаньсі). Замолоду вивчав даосизм, окультні науки, різні пророцтва. В подальшому працював при місцевих урядах тлумачем природних явищ та різних див.
У 307 році у зв'язку із навалою племен хунну разом з частиною знаті втік на південь імперії: спочатку до Сянчена, а потім — Цзянькана (сучасний Нанкін), який у подальшому став новою столицею імперії Цзінь. Тут спочатку служив перекладачем при військовикові Ван Дао. У 318 році запрошений до імператорського двору Юань-ді. У 322 році пішов у відставку у зв'язку із смертю матері. Повернувся на державну службу у 323 році, коли був призначений до почту Ван Дуна.
У 324 році Го Пу було страчено за наказом імператора Мін-ді за те, що не зміг протидіяти планам Ван дуна здійснити антидержавний заколот.

## Творчість
Був одним з провідних коментаторів до старовинних текстів, перш за все до «Книги гір та морів», а також до стародавніх словників «Цан Цзє», «Юаньлі» та «Босюе».
Його поетичний доробок становить 21 віршований твір: 12 написаних у жанрі ши та 9 — у жанрі фу. В них вже відсутні імена святих, мова тут йде про реальне життя, і тільки за традицією зберігаються старі назви.
Найкращим твором є цикл «Подорожі до небожителів» 遊仙詩 (游仙诗) з 14 віршів. Його лейтмотив — перевага здобуття вічного життя і неземної могутності безсмертних. Вірші насичені образами-міфологемами і специфічною лексикою, створюють враження геніальної імпровізації, створеною людиною натхненного таланту і нестримної фантазії. Його вкрай виразні і калейдоскопічно барвисті вірші захоплюють. Водночас поет досягає ефекту достовірності, відчутності картини дивного світу через образи, що йдуть до природних реалій.
З творів-фу значущою є «Цзян фу» 江賦 («Ода про річку» або «Ода про Янцзи»), де оспівується відлиницька самота, що постає на тлі величності гірського ландшафту, виписаного в фантазійно-містичних барвах.